# Arco Rock Master 2016
Arco Rock Master 2016 byl třicátý ročník prestižních závodů ve sportovním lezení, probíhal ve dnech 26.-28. srpna v rámci horolezeckého festivalu v italském městě Arco.

## Organizace
V tomto roce zde v lezení na obtížnost i v lezení na rychlost probíhalo 5. kolo světového poháru 2016. Do duelu pak nastoupilo devět finalistů a deset finalistek z aktuálního světového rankingu v lezení na obtížnost. Obdobně na závod v boulderingu bylo pozváno sedm mužů a sedm žen.

## Průběh závodů
V boulderingu se závodilo systémem KO, mezi muži skončili na druhém shodném místě Němec Jan Hojer a Francouz Jérémy Bonder.
Ze sedmi domácích závodníků si nejlépe vedla Giorgia Tesio, která získala stříbrnou medaili v boulderingu.

### Česká stopa
Adam Ondra skončil v závodu světového poháru v lezení na obtížnost pátý, postoupil ale do Duelu a ten stejně jako závod v boulderingu vyhrál. Ve světovém poháru lezení na rychlost skončil také na pátém místě Libor Hroza, šestnáctý byl Jan Kříž.

### Program
sobota
neděle

### Obtížnost a Rychlost (SP 2016)
| Obtížnost                   | Obtížnost               | Rychlost            | Rychlost                |
| muži                        | ženy                    | muži                | ženy                    |
| --------------------------- | ----------------------- | ------------------- | ----------------------- |
| 1. Romain Desgranges        | 1. Anak Verhoeven       | 1. Marcin Dzieński  | 1. Anouck Jaubert       |
| 2. Jakob Schubert           | 2. Kim Ča-in            | 2. Danijil Boldyrev | 2. Julija Kaplinová     |
| 3. Dmitrij Fakirjanov       | 3. Janja Garnbret       | 3. Bassa Mawem      | 3. Klaudia Buczek       |
|                             |                         |                     |                         |
| 4. Domen Škofic             | 4. Mathilde Becerra     | 4. Leonardo Gontero | 4. Aleksandra Rudzińska |
| 5. Adam Ondra               | 5. Mina Markovič        | 5. Libor Hroza      | 5. Aurelia Sarisson     |
| 6. Sebastian Halenke        | 6. Anne-Sophie Koller   | 6. Alexandr Šikov   | 6. Anna Brożek          |
| 7. Francesco Vettorata      | 7. Juka Kobajašiová     | 7. Quentin Nambot   | 7. Jelena Markuševa     |
| 8. Ramón Julián Puigblanque | 8. Julia Chanourdie     | 8. Guillaume Moro   | 8. Svetlana Motovilova  |
|                             |                         |                     |                         |
| 63. Martin Jech             | 47. Gabriela Vrablíková | 16. Jan Kříž        | —                       |
| 70.-71. Jan Zíma            | —                       | —                   | —                       |
| 72                          | 56                      | 32                  | 29                      |

### Duel a Bouldering
| Duel                   | Duel                                     | Bouldering                    | Bouldering                           |
| muži                   | ženy                                     | muži                          | ženy                                 |
| ---------------------- | ---------------------------------------- | ----------------------------- | ------------------------------------ |
| 1. Adam Ondra          | 1. Janja Garnbret                        | 1. Adam Ondra                 | 1. Katharina Saurwein                |
| 2. Jakob Schubert      | 2. Katharina Posch                       | 2. Jan Hojer 2. Jérémy Bonder | 2. Giorgia Tesio                     |
| 3. Max Rudigier        | 3. Anak Verhoeven                        | 2. Jan Hojer 2. Jérémy Bonder | 3. Staša Gejo                        |
|                        |                                          |                               |                                      |
| 4. Domen Škofic        | 4. Mathilde Becerra                      | 4. Michael Piccolruaz         | 4. Andrea Kumin                      |
| 5. Urban Primozic      | 5. Juka Kobajašiová 5. Christine Schranz | 5. Jernej Kruder              | 5. Julijana Kruder 5. Monika Retschy |
| 6. Stefano Ghisolfi    | 5. Juka Kobajašiová 5. Christine Schranz | 6. Alexej Rubcov              | 5. Julijana Kruder 5. Monika Retschy |
| 7. Francesco Vettorata | 7. Mina Markovič                         | 7. Rustam Gelmanov            | 7. Franziska Sterrer                 |
| 8. Sebastian Halenke   | 8. Magdalena Röck                        | —                             | —                                    |
| 9. Dmitrij Fakirjanov  | 9. Hélène Janicot                        | —                             | —                                    |
| —                      | 10. Andrea Ebner                         | —                             | —                                    |
| 9                      | 10                                       | 7                             | 7                                    |